# 若林豪
若林 豪（わかばやし ごう、1939年（昭和14年）9月5日 - ）は、日本の俳優。長崎県長崎市茂木町出身。海星高等学校、専修大学経済学部中退。
妻は司葉子のいとこ、三男は俳優の若林久弥である。

## 来歴・人物
専修大学中退後の1965年、劇団新国劇に入団。その後フリーになり、若林プロモーションから2006年11月に東宝芸能へ移籍した。のち、2015年ごろから、エ・ネストに所属。
島田正吾の直弟子としてデビュー。芸名は、新国劇に入るより前に仲間内で演じていた三島由紀夫の『近代能楽集』から「源氏葵若林光（げんじのあおいのわかばやしひかる）」というくだりを気に入って「若林」を是非にと決め、豪の名前は新国劇に入った後、「若く猛々しい」というイメージから劇作家の榎本滋民に名付けられた。
1968年、TBSの時代劇『顎十郎捕物帳』の主役に抜擢され、テレビ俳優として活動する。1971年、映画『暁の挑戦』で映画デビューを果たし、『人間標的』では初主演を務めた。
1970年、『ゴールドアイ』にレギュラー出演。
1977年、『Gメン』シリーズにレギュラーとして出演開始、以降5年間出演した。若林は「この番組はすごく好きだったし、視聴率も高かったから、入っていくのは誇らしい気持ちだった」と振り返っている。またGメン'75シリーズのGメン'82の終焉については、「それでもまだ後ろ髪を引かれる気持ちがあったね。やり遂げたという思いと、まだ別の形でやればよかったかという思いと、それが「Gメン」という重みだったんだろうね。」とコメントしている。レギュラーとして初出演した回の撮影では、妻子を殺されるという設定に思わず涙が溢れ台詞が出てこなくなり、台詞までに長い間が有ったが、そのシーンはそのまま使用された。現場では同じ三つ揃えのスーツが衣装として30着近く用意されていたため、衣装を他のものに変えることはなかった。第114話「極秘捜査 赤ちゃん誘拐！」では長崎県平戸市でロケが行われ、若林も参加した。「役者になったなんて親が知ったら、心配かけるだけだと思った」との事で、この撮影の帰りに、デビュー以来初めての帰郷を果たした。
1976年の映画『忍術 猿飛佐助』で真田幸村を演じ、NHKの大河ドラマでも、1983年の『徳川家康』、1987年の『独眼竜政宗』でそれぞれ真田幸村を演じた。
1989年より山村美紗が「この役は絶対若林に」との願いで、山村原作のサスペンスドラマシリーズ『赤い霊柩車』で狩矢警部を局をまたいで演じ、当たり役となると、2023年3月19日に放送されたファイナルまで出演した。
1990年代にはテレビショッピング番組に司会者として出演していた。
2006年4月、舞台『同期の桜－君にめぐり逢いたい－』 で主演を務めた。2008年3月5日、慢性硬膜下血腫のため名古屋市中区の病院にて手術を受ける。このため同市で出演中の舞台からは降板することとなったが、術後の経過は良好で、後に仕事に復帰した。

## 出演

### テレビドラマ
- 顎十郎捕物帳（1968年、TBS） - 主演・仙波顎十郎
- 銭形平次 第132話（1968年、CX / 東映） - 浅見新三郎
- 花のお江戸のすごい奴（1969年、CX / 東映 / 新国劇） - 主演・剣夢十郎
- ゴールドアイ（1970年、NTV / 東映） - 豪力也
- 大河ドラマ（NHK）
  - 樅ノ木は残った（1970年） - 古内志摩
  - 春の坂道（1971年） - 荒木又右衛門
  - 国盗り物語（1973年） - 斎藤義龍
  - 徳川家康（1983年） - 真田幸村
  - 独眼竜政宗（1987年） - 真田幸村
  - 翔ぶが如く（1990年） - 阿部正弘
  - 天地人（2009年） - 島左近
- 日本怪談劇場 第5話「怪談・皿屋敷」（1970年、12ch） - 船瀬三平
- 恋愛術入門 第8話「明日も休診」（1970年12月6日、TBS / 国際放映） - 百瀬鉄也
- 大忠臣蔵 （1971年、NET / 三船プロ） - 前原伊助
- さむらい飛脚（1971年、NET) - 八方破れ鹿之助
- 人形佐七捕物帳 第4話「花嫁草紙」（1971年、NET） - 服部武平
- ターゲットメン（1971年　– 1972年、NET / 東映） - 新山伸吉
- さすらいの狼（1972年、NET） - 藤田直人
- 燃える兄弟（1972年、TBS） - 大和勝
- 荒野の素浪人（NET）
  - 第1シリーズ 第40話「百人斬り 悪党の砦」（1972年） - 本庄内記
  - 第2シリーズ 第3話「狼の挽歌」（1974年） - 本堂糺
- 子連れ狼（NTV）
  - 第1部 第18話「首斬り朝右衛門」（1973年） - 山田朝右衛門
  - 第3部 第6話「生命来い」（1976年） - 渡辺角之進
- 江戸を斬る 梓右近隠密帳（1973年–1974年、TBS / C.A.L） - 柳生十兵衛
- 荒野の用心棒 第30話「死神の刃は闇を裂いて…」（1973年、NET / 三船プロ） - 梓隼人
- 新十郎捕物帖・快刀乱麻（1973年 - 1974年、ABC） - 結城新十郎
- 編笠十兵衛（1974年、CX / 東映） - 不破数右衛門
- 水滸伝 第25話「山東に立つ最後の猛将」（1974年、NTV） - 関勝
- 非情のライセンス（NET / 東映）
  - 第1シリーズ 第49話「兇悪のレンズ」（1974年） - 久我晃
  - 第2シリーズ
    - 第35話「兇悪の裏帳簿」（1975年） - 滝本庄平
    - 第103話「袋小路」（1976年） - 水谷
- 徳川三国志（1975年–1976年、NET） - 柳生十兵衛
- 破れ傘刀舟 悪人狩り（NET）
  - 第15話「笹りんどう散る」（1975年） - 本田庄五郎
  - 第37話「傷だらけの烙印」（1975年） - 弥之吉
  - 第94話「十万石の罠」（1976年） - 久米哲之介
  - 第116話「炎のきずあと」（1976年） - 流れ星の佐七
- 太陽にほえろ! 第131話「刑事の胸の底には……」（1975年、NTV / 東宝） - 宮本顕司（横浜湊署刑事）
- 大江戸捜査網 第200話「暗殺者たちの罠」（1975年、12ch） - 結城左近
- 俺たちの勲章 第13話「誘拐」（1975年、NTV） - 浅田刑事
- Gメン'75（TBS / 東映→近藤照男プロ）
  - 第4話「殺し屋刑事」（1975年6月14日） - 紅林刑事
  - 第80話「暗闇の密室殺人」（1976年11月27日） - 河原警部
  - 第105話「香港－マカオ警官ギャング」 - 第355話「サヨナラGメン75また逢う日まで」（1977年5月21日 - 1982年4月3日） - 立花吾郎警部補→警部
  - Gメン'82（1982年 - 1983年、近藤照男プロ） - 立花吾郎警部
- 賞金稼ぎ（1975年、NET） - 山上太郎左
- 影同心II 第14話「女（秘）色地獄」（1976年、MBS / 東映） - 田宮武四郎
- 人魚亭異聞 無法街の素浪人（1976年、NET） - 千鳥弦之進
- 同心部屋御用帳 江戸の旋風II 第21話「悲しい浪人」（1976年、CX / 東宝)
- 破れ奉行（1977年、ANB） - 向井将監
- 江戸の鷹 御用部屋犯科帖 第27話「鉄火肌!永代河岸の女」（1978年、ANB） - 向井将監（特別出演）
- 破れ新九郎（1978年–1979年、ANB） - 三田主水
- 江戸の牙（1979年–1980年、ANB） - 大熊伝十郎
- 蒼き狼 成吉思汗の生涯（1980年、ANB） - ジャムカ
- 12時間超ワイドドラマ→新春ワイド時代劇（TX）
  - それからの武蔵（1981年） - 塩田浜之助
  - 竜馬がゆく（1982年） - 勝海舟
  - 風雲 柳生武芸帳（1985年） - 山田浮月斎
  - 織田信長（1994年） - 柴田勝家
  - 家康が最も恐れた男 真田幸村（1998年） - 大谷吉継
  - 忠臣蔵〜その義その愛（2012年1月2日） - 吉田忠左衛門
- ザ・サスペンス（TBS）
  - 殺意の肖像（1982年） - 矢吹警部補
  - 十津川警部シリーズ(大映テレビ) - 十津川警部
    - 日本一周「旅号」殺人事件（1983年）
    - 四国連絡特急殺人事件（1983年）
    - 下り特急「富士」殺人事件（1983年）
    - 寝台特急「紀伊」殺人行（1984年）
- 暁に斬る!（1982年、KTV） - 青山左内
- 眠狂四郎無頼控 第9話「首斬り無用にて候」（1983年、TX） - 神谷右近
- 遠山の金さん（ANB / 東映）
  - 第1シリーズ第57話「男の挽歌・白夜に散った女!」（1983年）- 真崎伝十郎
  - 第2シリーズ 最終話「遠山奉行最後のお裁き!」（1986年）
- 壬生の恋歌（1983年、NHK） - 松原忠司
- 月曜ワイド劇場 / 愛にめぐりあう予感（1983年、ANB）
- 燃えて散る炎の剣士 沖田総司（1984年、NTV） - 近藤勇
- 土曜ワイド劇場（ANB）
  - 混浴露天風呂連続殺人 北海道十勝岳連続殺人・未亡人開放ツアー（1984年、ABC） - 友田洋介
  - 松本清張サスペンス・黒い空（1990年） - 小原甚十
  - 津軽じょんがら殺人事件（1993年） - 御陣乗太鼓の名手・高田
  - ダイエット三姉妹の旅情事件簿（1）雪の五箇山合掌村から消えた花嫁 お小夜伝説と秘境大牧温泉の秘密（1997年、ABC） - 柚木武生
  - ダイエット三姉妹の旅情事件簿（3）（1999年2月20日） - 島村健
  - ラーメン刑事「龍」の殺人推理(3)（2000年、ABC / 大映テレビ） - 鶴田秀次
  - 牟田刑事官事件ファイル(32) 横浜〜琵琶湖畔、二人の父が捧げる殺人（2005年） - 奥村洋輔
  - ラーメン刑事「龍」の殺人推理(5) ラーメン刑事VS讃岐うどん（2005年） - 倉田義三
  - 超高層ホテルウーマンvs女ガードマン（2007年） - 篠ノ宮義人
  - 温泉若おかみの殺人推理・富山大牧温泉（2008年） - 殿山警部
  - 家政婦は見た! ファイナル（2008年） - 代議士・川田克己
- スタア誕生（1985年、CX / 大映テレビ） - 三上淳一
- 金曜女のドラマスペシャル / 整形・二つの顔を持つ女（1986年、CX）
- 長七郎江戸日記 第1シリーズ スペシャル6「風雲!旗本奴と町奴」（1986年4月1日、NTV） - 水野十郎左衛門
- アリエスの乙女たち（1987年、CX / 大映テレビ） - 久保哲也
- 傑作時代劇 / 上意討ち（1987年、ANB） - 仁藤昂軒
- 火曜サスペンス劇場 / 京都殺人街道シリーズ 1 - 9（1988年–1993年、NTV） - 高倉正之
- 土曜ドラマスペシャル / 五年目の夫（1988年、TBS）
- 男と女のミステリー / 復顔 ペルシャ絨毯の女（1988年、CX）
- 年末時代劇スペシャル（NTV）
  - 五稜郭（1988年） - 中島三郎助
  - 勝海舟（1990年） - 大久保忠寛
- 名奉行 遠山の金さん（1988年–1996年、ANB / 東映） - 堀田摂津守
- TBS大型時代劇スペシャル（TBS）
  - 坂本龍馬（1989年） - 山内容堂
  - 武田信玄（1991年） - 板垣信方
  - 大忠臣蔵（1994年） - 色部又四郎
- 隠密・奥の細道 第12話「大砲轟く奥州路」（1989年、TX）
- 風雲!真田幸村 第1話「家康お命頂戴! 陰謀を斬る必殺六文銭!」（1989年、TX） - 加藤清正
- 新春時代劇スペシャル（NTV）
  - 樅ノ木は残った（1990年） - 茂庭周防
  - 寛永風雲録（1991年） - 柳生十兵衛
- 大逆襲! 四匹の用心棒 (1991年、ANB / 東映) - 多々良源内
- 金曜エンタテイメント / 赤い霊柩車シリーズ（1992年 - 2023年〈予定〉、CX / 大映テレビ） - 狩矢警部[14]
- 愛しの刑事 第15話「身代わり自首!? かくまわれた母と子!」（1993年、ANB） - 岩上富蔵
- 四匹の用心棒 (5) かかし半兵衛無頼旅 (1993年、ANB / 東映) - 等々力松之進
- 決闘鍵屋の辻 荒木又右衛門 (1993年、NTV) - 安藤次右衛門
- ニュー・三匹が斬る!第3話「先乗り源五、素っ首賭けた不義密通」（1994年、ANB / 東映） - 源五衛門
- 新春大型時代劇3時間スペシャル 家光謀殺（1995年、ANB / 東映） - 庄司甚右衛門
- 痛快・三匹が斬る!第16話「盗賊の首を欲しがる因幡の白兎」（1995年、ANB / 東映）
- 小京都ミステリー21（1997年） - 竜崎秀次
- 銭形平次 第7シリーズ 第5話「暗闇に消えた五千両」（1998年、CX / 東映） - 吉次
- 京都始末屋事件ファイル 第10話「涙の告白! 娘が託した最後の始末!!」（1999年、ANB） - 柴崎精一郎
- 水戸黄門（TBS / C.A.L）
  - 第29部 第24話「天晴れ! 若殿の改革 -白河-」（2001年） - 種田勘五郎
  - 第32部 第8話「決戦! 加賀百万石 -金沢-」（2003年） - 山口華風
  - 第40部 第1話「陰謀暴き、いざ北へ! 終わりなき世直しの旅 -水戸・江戸-」（2009年） - 中川播磨介
  - 第41部 第12話「悪い奴らの夢の跡！ -薩摩-」（2010年） - 尾山十太夫
  - 第43部 第7話「家族愛にまさる宝なし -藤枝-」（2011年） - 牧野忠右衛門
- ランチの女王（2002年、CX） - 鍋島権造
- ビギナー 第8話「泣くな! 見習い裁判官」（2003年、CX） - 星野聡裁判官
- 水曜ミステリー9 （TX）
  - 捜査検事・近松茂道6 （2006年） - 山之内雄
  - 特命おばさん検事! 花村絢乃の事件ファイル （2012年12月26日） - 大山孝蔵
- 特命!刑事どん亀 第15話「哀しき暗殺者」（2006年、TBS） - 神岡新一
- 月曜ゴールデン（TBS）
  - 上条麗子の事件推理5 （2006年）
  - 浅見光彦シリーズ 藍色回廊殺人事件（2007年）
  - 美食カメラマン 星井裕の事件簿2（2011年） - 花乃坊永観
  - 森村誠一サスペンス・正義の証明（2011年9月26日） - 奈良岡邦泰
  - 十津川警部シリーズ47 熱海・湯河原殺人事件（2012年4月16日） - 金次正之
  - 緑川警部 VS 33分の勇気（2012年12月17日） - 黒崎剛造
  - イソベン・里村タマミの事件簿 霧氷（2013年10月21日） - 八尋侑造
  - 女流ミステリー作家 薬師寺叡子 京都殺人ダイアリー（2015年2月9日） - 松原憲三
- 火曜ドラマゴールド / 伝説の美容師 山野愛子物語（2006年、NTV） - 山野弥太郎
- 山おんな壁おんな（2007年、CX） - 奥園五右衛門
- スシ王子!（2007年、ANB） - 一柳銀次郎
- コンカツ・リカツ（2009年、NHK）
- ぼくの妹（2009年、TBS） - 大河原龍三
- コールセンターの恋人（2009年、ABC / EX） - 川辺勇次郎
- 木曜ミステリー / その男、副署長 第3シリーズ 第8話（2009年、EX） - 富樫雄介
- 宿命 1969-2010 -ワンス・アポン・ア・タイム・イン・東京-（2010年、ABC / EX） - 滝沢首相
- 大河ドラマが描かない坂本龍馬の真実（2010年6月29日、NTV） - 松平春嶽
- BOSS 2ndシーズン 最終話（2011年6月30日、CX） - 竹岡博人
- 華和家の四姉妹 最終話（2011年9月18日、TBS） - 張
- 金曜プレステージ（CX）
  - 小京都連続殺人事件1 スパイスは復讐の味 （2012年） - 若林善四郎
- シングルマザーズ（2012年、NHK） - 小暮金治
- 正月時代劇 御鑓拝借〜酔いどれ小籐次留書〜（2013年1月1日、NHK） - 武石文左衛門
- 孤独のグルメ Season6 第5話（2017年5月6日、テレビ東京） - 次郎 役
- クロスロード（2017年） - 前川宏樹
- 新しい王様 season2（2019年、TBS） - 寿司屋の主人
- 僕はどこから（2020年1月8日 - 、TX） - 東宮寺正胤
- ハケンの品格 Season2 第2話（2020年、NTV） - 京橋会長

### 映画
- 暁の挑戦（1971年、松竹） - 正岡正二郎
- 人間標的（1971年、松竹） - 根来刑事
- 蒼ざめた日曜日（1972年、東宝） - 会津大介
- 百万人の大合唱（1972年、東宝） - 新田司
- ルバング島の奇跡 陸軍中野学校（1974年、東映） - 村上浩次郎
- 流れの譜 第一部動乱 第二部夜明け（1974年、松竹） - 病床の中尉
- 樺太1945年夏 氷雪の門（1974年、東洋映画） - 久光忠夫
- 扉はひらかれた（1975年、新星映画） - 守屋筑前
- 忍術 猿飛佐助（1976年、松竹） - 真田幸村
- 憧憬（1977年、松竹） - 村形英樹
- 犬笛（1978年、東宝） - 佐藤刑事
- 赤穂城断絶（1978年、東映） - 荒木十左衛門
- 二百三高地（1980年、東映） - 上泉徳弥
- 植村直己物語（1986年、東宝） - 長塚博人
- Mr.レディー夜明けのシンデレラ（1990年、東宝） - 佐藤
- 仁義なき野望2（1997年、東映ビデオ）
- HESOMORI-へそもり-（2010年、HESOMORI投資事業有限責任組合）
- 蠢動 -しゅんどう-（2013年、三上康雄事務所 / 太秦） - 荒木源義
- 忍ジャニ参上! 未来への戦い（2014年、松竹） - 徳川光貞
- 武蔵 -むさし-（2019年、三上康雄事務所） - 太木慧道
- 七人の秘書 THE MOVIE（2022年、東宝）
- 仕掛人・藤枝梅安 第一作（2023年2月3日、東映）- 善逹和尚
- 神の島（2025年、パブリックアーツ）[15]

### Vシネマ
- 新・首領の一族（2012年） - 田沼

### 舞台
- 美空ひばり特別公演「岡崎城の花嫁」
- 渡哲也特別公演「信長」（1996年10月、大阪・新歌舞伎座）
- 出雲の阿国
- シカゴ
- サウンド・オブ・ミュージック
- 山村美紗サスペンス「京都 花灯路 恋の耀き」
- おばこ/渡辺えり愛唱歌（2016年2月、三越劇場） - 重松 役[16]

### 吹き替え
- 署長マクミラン（1976年、NHK） - スチュワート・マクミラン：ロック・ハドソン 役

### バラエティ
- なんてったって好奇心 若林豪父子の冬休み親離れタイ旅行（1988年1月14日、CX）
- 突撃HOTスタジオ!（TBS）
- 味の素・世界ごちそうさま!! 世界最辛!?若林豪のスリランカ・シーフードカレー（NTV）
- 三枝きよし興奮テレビ（1996年、MBS）
- ナイトinナイト 板東英二の白ごはん 今夜のお客様（1999年、ABC）
- 土曜スペシャル（2002年、TX） ※中野良子と出演
- 徹子の部屋（EX）
  - 長崎原爆の惨状を初めて語る（2004年8月9日）
  - 脳の緊急手術から完全復帰…（2009年3月12日）[17]
  - 5人の子どもと6人の孫を溺愛（2016年11月8日）[18]
  - 孫7人！結婚57年の妻に感謝を（2024年4月23日）[19]
- ためしてガッテン（2007年、NHK）
- きょうの健康 Q&A（2007年、ETV）
- 二人の食卓 〜ありがとうのレシピ〜（2008年、EX）
- SMAP×SMAP ちょっといい話 腰の入った男（2008年、KTV / CX） - 社長
- 週刊!健康カレンダー カラダのキモチ（2008年、CBC）
- 踊る!さんま御殿!! 今年大ブレイクした人だらけ&最強家族SP（2008年、NTV）
- ダウンタウンのガキの使いやあらへんで!!「笑ってはいけない新聞社24時」知能犯裁判（2009年1月11日、NTV）
- 最終警告!たけしの本当は怖い家庭の医学（2009年、ABC）
- 旅の香り〜四季の名宿めぐり〜（2009年、EX）
- オールスター感謝祭（2009年4月4日、TBS）
- ひるおび!（2009年4月16日、TBS）
- 秘密のケンミンSHOW（YTV）
- ホンネの殿堂!!紳助にはわかるまいっ（2009年6月19日、8月14日、CX）
- 人志松本のすべらない話 第17弾 5周年記念 夢のオールスター戦 歴代MVP全員集合スペシャル（2009年12月26日）
- 開運!なんでも鑑定団（2010年4月20日、TX）
- たけしの健康エンターテインメント!みんなの家庭の医学（2010年6月15日、EX）
- クイズ!脳ベルSHOW（2017年8月16日、8月17日、BSフジ）
- 11時間テレビ 全国対抗!脳トレ生合戦!!（2017年11月11日、BSフジ）
- 和風総本家（TX）
- おぎやはぎの愛車遍歴 NO CAR, NO LIFE!（2018年11月17日、BS日テレ）
- 朝だ!生です旅サラダ(2021年5月15日、ABC）

### CM
- 小林製薬 自動車用芳香剤「カーサワデー」
- 忠保 甲冑「春日」
- 西野金陵「金陵」
- ミリオン株式会社「完全無臭ニンニク ミリオンパワー」
- 住友生命「夢・倶楽部 余遊派」
- ダイレクトテレショップ「青汁三昧」
- 株式会社名紳（東海地方の紳士服チェーン）
- トヨタ自動車「マークII」
- ラークセブン
- ナショナル「スーパーレザー」